# 鲁西抗日根据地
鲁西抗日根据地，是中国抗日战争时期山东省西北部的中共领导的省军级的抗日根据地。领导机关为中共鲁西区党委、鲁西行署、八路军鲁西军区。1941年7月1日，鲁西区并入冀鲁豫区。

## 历史

### 鲁西区党委
1939年1月15日，鲁西区党委(山东分局第二区党委)在馆陶县成立，
- 书记张霖之
- 组织部长赵镈
- 宣传部长朱则民/张承先
- 秘书长赵以坪
- 民运部长徐运北/郭英
- 统战部长段君毅
- 农救会主任高元贵/郭英
  - 鲁西特委
  - 鲁西北特委
  - 泰西特委，
  - 一地委：辖馆陶、冠县、邱县、临清、堂邑、莘县、朝城，张炳元/许梦侠任书记。1939年11月改称鲁西北地委，后改称三地委
  - 二地委：辖观城、濮县、聊城、范县、阳谷、寿张、朝（城）南，申云浦任书记；1939年11月地委撤销，一部并入鲁西北地委，一部并入运东地委。
  - 三地委：辖平原、禹城津浦铁路以西的武城、夏津、平原、高唐、恩县，张承先/马诚斋任书记；1939年11月改称卫东地委，后称五地委，1940年12月划归冀南抗日根据地
  - 四地委：辖清平、茌平、博平、禹城、聊（城）东北、齐河，谢鑫鹤/刘培桐任书记；1939年11月改称运东地委，后称四地委，
  - 五地委：鲁北地区，原属冀南抗日根据地，辖平原、陵县、德县、商河、临邑、济阳、禹城、齐河、阳信、滨县、沾化(西部)、平禹等县，周东光任书记；后划归冀鲁边抗日根据地。
  - 六地委：辖长清、肥城、平阴、泰安、汶（上）东、滋阳、兖州、宁阳、东阿、东平，段君毅/袁振任书记；1939年11月改称泰西地委，后称一地委。
  - 七地委（6月建立）：辖郓城、巨野、嘉祥、濮（县）南、汶（上）西、东（平）西、寿（张）南，梁仞仟/申云浦任书记。1939年11月改称运西地委。后称二地委。

### 鲁西军区
三四三旅暨鲁西军区下辖：
- 黄河支队，彭雄任支队长，邓克明任副支队长，张国华任政治委员；
- 运河支队，曾国华任支队长，王叙坤任政治委员；
- 第一（泰西）军分区（八路军山东纵队第六支队兼），刘贤权任司令员，李冠元任政治委员；
- 第二（运西）军分区（115师独立旅第二团兼），冯鼎平任司令员，刘星兼任政治委员；
- 第三（鲁西北）军分区，牛连文任司令员，王乐亭任政治委员；
- 第四（运东）军分区，刘致远任司令员，石新安任政治委员。

1940年9月，肖华调任第115师政治部主任，鲁西军区政委由苏振华接任。1940年10月下旬，343旅运河支队和115师晋西独立支队整编为115师教导第三旅兼鲁西军区，辖第7、8、9团，杨勇任旅长，苏振华任政委，王秉璋任副旅长，何德全任参谋长，曾思玉任政治部主任。343旅番号同时撤销。

### 鲁西行署
1940年4月15日，鲁西行政主任公署在东平县戴庙成立，肖华任主任，段君毅任副主任，刘铁之任秘书长。下设：
- 泰西专署，张耀南任专员；
- 运东专署，夏振秋任专员；
- 运西专署，杨勇兼任专员；
- 鲁西北专署，王笑一任专员。

1940年9月，肖华调任第115师政治部主任，段君毅接替肖华任鲁西行政主任公署主任。
鲁西银行由八路军115师供给部（代号江东部）于1940年1月在山东省东平县土山村筹建。1941年鲁西区与冀鲁豫合并后，鲁钞成为冀鲁豫边区的本币。1946年1月，鲁西银行并入冀南银行，鲁西币停止发行新券。